# جوستوس إيسيري
جوستوس إيسيري (بالإنجليزية: Justus Esiri)‏ (20 نوفمبر 1942 – 19 فبراير 2013)، هُو مُمثل نيجيري.

## وصلات خارجية
- جوستوس إيسيري على موقع IMDb (الإنجليزية)
- جوستوس إيسيري على موقع قاعدة بيانات الفيلم (الإنجليزية)